# Антон Поль
Антон Поль (нім. Anton Pohl; 7 січня 1889, Копер — 28 листопада 1982, Відень) — австро-угорський, австрійський і німецький офіцер, генерал-майор (1 січня 1938).

## Біографія
В 1909 році вступив у австро-угорську армію. Учасник Першої світової війни, після завершення якої продовжив службу в австрійській армії. З серпня 1935 року — військовий аташе в Швейцарії і Німеччині. Після аншлюсу автоматично перейшов у вермахт, проте не отримав жодного призначення. В серпні 1940 року призначений комендантом 821-ї польової комендатури (Лан). З 25 червня 1941 року — польовий комендант Каунаса. 29 червня повідомив про створення адміністрацією Каунаса концтабору для євреїв біля Юргіс-Бобеліса. В кінці вересня 1941 року знятий з посади через алкоголізм, в листопаді звільнений у відставку.

## Нагороди
- Пам'ятний хрест 1912/13
- Бронзова медаль «За військові заслуги» (Австро-Угорщина)
- Хрест «За військові заслуги» (Австро-Угорщина) 3-го класу з військовою відзнакою
- Орден Залізної Корони 3-го класу з військовою відзнакою з мечами
- Військовий Хрест Карла
- Пам'ятна військова медаль (Австрія) з мечами
- Хрест «За вислугу років» (Австрія) 2-го класу для офіцерів (25 років)
- Орден Заслуг (Австрія), лицарський хрест 1-го класу
- Пам'ятна військова медаль (Угорщина) з мечами
- Почесний хрест ветерана війни з мечами
- Медаль «За вислугу років у Вермахті» 4-го, 3-го, 2-го і 1-го класу (25 років)
- Хрест Воєнних заслуг 2-го класу з мечами